# Flemming B. Muus
Flemming Bruun Muus (født 21. november 1907 i København, død 23. september 1982 i Virum) var en dansk forfatter, faldskærmschef og modstandsmand.
Han var gift med Varinka Wichfeld Muus (1922-2002).
For sin indsats i modstandskampen fik Flemming B. Muus ordenen "D.S.O." – Distinguished Service Order.
Begravet på Søllerød Kirkegård.

## Frihedshelt eller?
Flemming Muus  blev  som ung taget i at forfalske checks og  blev af familien sendt til Liberia. I december 1944 blev Muus sigtet for underslæb og i 1946 dømt for bedrageri mod den modstandsbevægelse, han kæmpede for under krigen.
Dommen lød på to års fængsel, men han blev benådet mod at forlade Danmark, hvorefter han med sin familie flyttede til Sydafrika.

## SOE
SOE blev efter Flemming B. Muus, ledet af Ole Lippmann. Han var den første der så, at Muus levede et overklasseliv, mens Lippmanns kolleger levede et farligt liv for at skaffe penge til modstandsbevægelsens ofre.